# Assedio di Kandahar
L'assedio di Kandahar fu una battaglia combattuta tra le forze dell'Impero persiano capeggiate dallo scià Nadir e quelle della Dinastia Hotak.
Gli afsharidi, recentemente instaurati al trono persiano con Nadir, invasero l'Afghanistan meridionale con l'intento di scacciare la dinastia Hotak dalla sua ultima fortezza rimasta, Kandahar, con un assedio che perdurò poi per quasi un anno sino al 24 marzo 1738 quando gli afghani Hotaki vennero sconfitti dall'esercito persiano.

## Antefatto
Hotak non era soggetto al potere di Muhammad Shah, ma la gran parte dei suoi uomini di fiducia aveva servito l'Impero Mughal e per questo il conflitto con Nadir divenne preludio della sua successiva invasione.

## L'assedio
Gran parte della durata dell'assedio vide pochi combattimenti dal momento che le forze di Nadir mancavano di artiglieria pesante adatta per l'assedio e bloccarono quindi i rifornimenti alla città fortificata. Quando i persiani divennero impazienti circa il risultato dell'assedio, fecero dei tentativi di prendere la città ma gli afghani prontamente li respinsero.

## L'assalto dei Bakhtiari

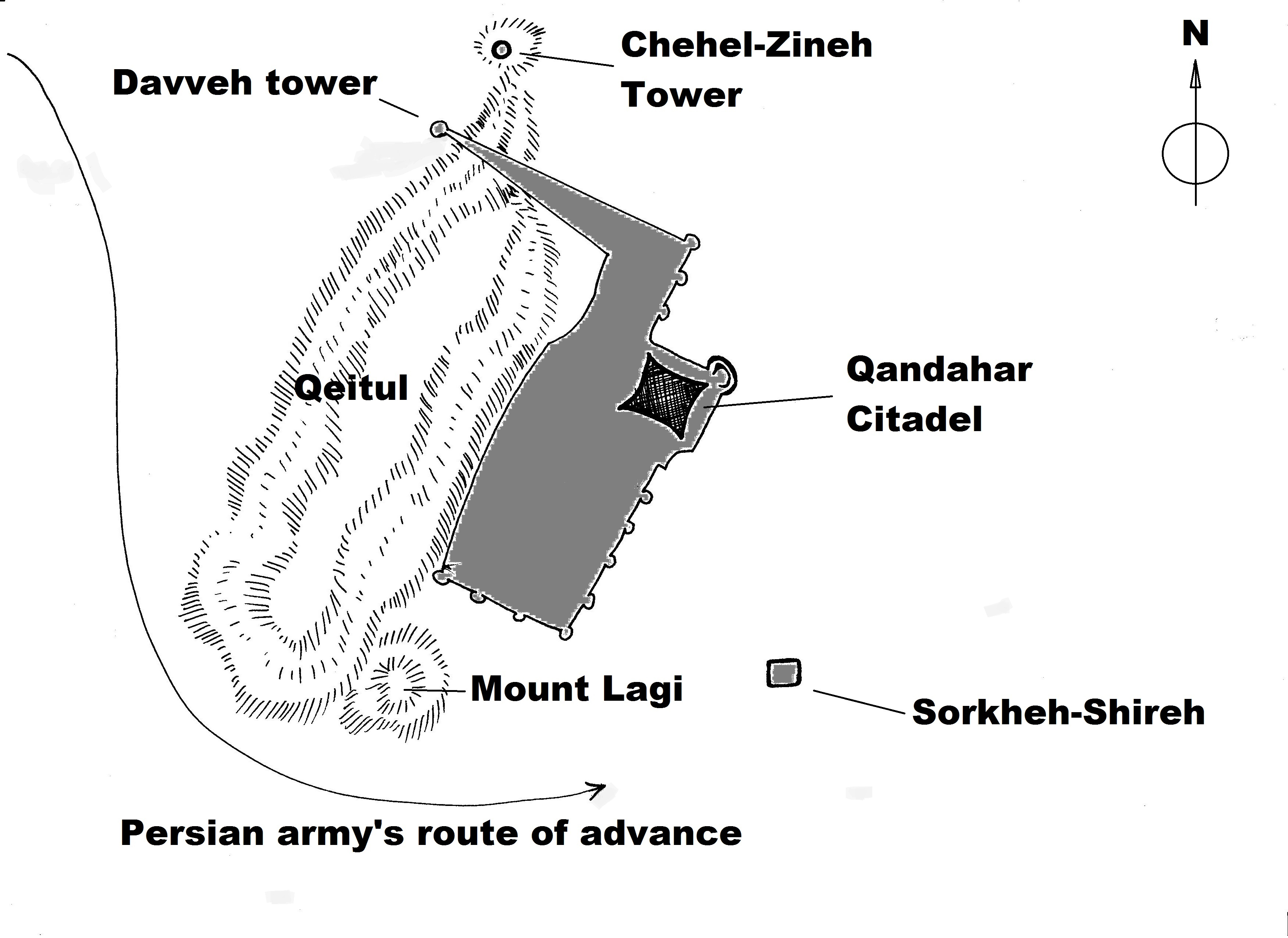
Mappa della fortezza di Kandahar e sue pertinenze

In anticipazione dell'assedio, gli afghani avevano accumulato grandi provviste nella cittadella fortificata, ma malgrado questo la fame aveva iniziato a farsi sentire alla fine del 1737 e Nadir si rese conto che ci sarebbe voluto ancora parecchio tempo prima che gli afghani terminassero le loro provviste. Ancora insicuro della propria posizione in Persia, pur avendo deposto Tahmasp II, Nadir sapeva che questi era ancora vivo e stava certamente tramando alle sue spalle con questi suoi nemici. Il 23 marzo 1738, Nadir scelse 3000 uomini tra il contingente dei Bakhtiari e creò un'onda umana di assalto su Kandahar. Un Bakhtiari di nome Mullah Adineh Mostafi venne prescelto per guidare l'assalto.
Nadir inizialmente tentò di dissuadere il mullah dal prendere parte all'attacco ma Adineh insistette per partecipare all'azione. La notte precedente l'attacco, Nadir personalmente spiegò ai Bakhtiaridi il da farsi e disse loro che avrebbe dato 1000 rupie a testa al gruppo se l'assalo fosse riuscito. Il 24 marzo ebbe inizio l'assalto ed i Bakhtiaridi scesero dalla loro posizione sul monte di Chehel Zina e caricarono la città. I cannonieri afghani nella città fortificata e nelle torri di guardia cercarono di uccidere alcuni attaccanti, ma il grosso raggiunse le mura della città ed utilizzò le proprie scale per raggiungerne la sommità. Mullah Adineh fu il primo a giungere in cima e diede inizio ad una fiera lotta. Gradualmente, i Bakhtiaridi presero il controllo delle mura e procedettero alle fortificazioni interne. Gli attaccanti staccarono i cannoni dalle difese e li utilizzarono per bombardare la città.
Gli afghani fecero diversi tentativi di riprendere le fortificazioni della città ma vennero battuti dal pesante fuoco nemico. Rendendosi conto che l'assedio era ormai una battaglia senza speranza, Hussain Hotak e molti afghani si ritirarono nella cittadella di Kandahar, lasciando che il resto degli abitanti venisse ucciso o catturato. I persiani quindi procedettero a bombardare la cittadella coi cannoni sulle mura. Il giorno successivo, il 25 marzo 1738, Hussain Hotak ed il resto dei suoi, si arresero.

## Conseguenze

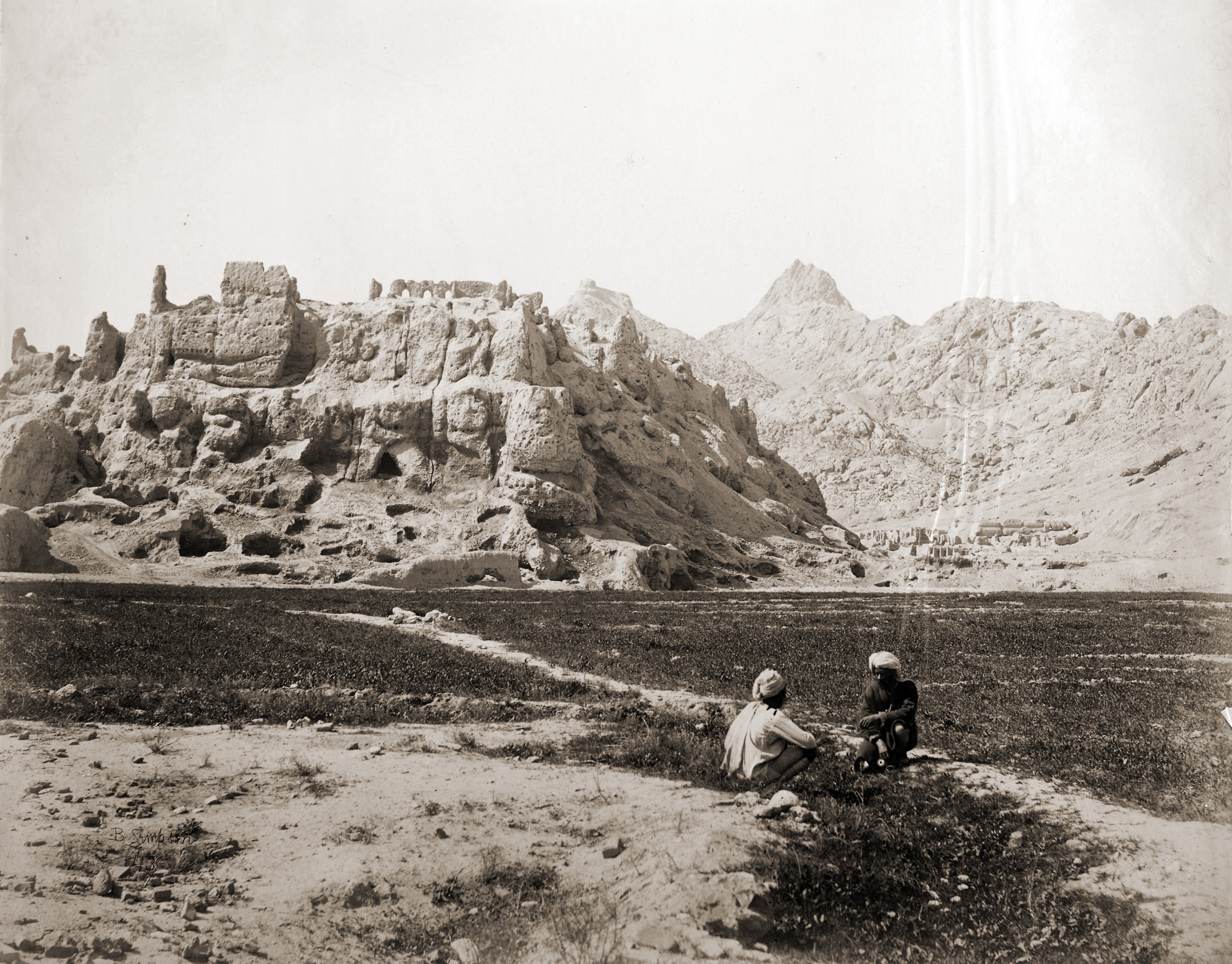
Le rovine della cittadella di Kandahar che vennero distrutte dai persiani nell'assedio del 1738.

Nadir Shah generosamente ricompensò i suoi combattenti bakhtiaridi e diede personalmente ad Adineh Mostafi una borsa d'oro. Hussain Hotak venne trattato con clemenza e venne esiliato a Mazandaran assieme al resto della sua famiglia reale; si presume che in seguito tutti loro siano stati uccisi durante i massacri degli afghani operati dalla Dinastia Zand nel nord dell'Iran. Sull'altro fronte, Nadir era sospettoso del comandante militare di Hussain, Mohammad Seidal Khan, ed ordinò dunque che venisse accecato.
La città di Kandahar venne sistematicamente distrutta dall'artiglieria e gli abitanti sopravvissuti vennero trasferiti in una nuova città che le forze afsharidi avevano pianificato di costruire a circa 9 chilometri a sudest dalla città antica. Nadir chiamò la città "Naderabad" in suo onore. La vecchia città non venne rioccupata ma le rovine della cittadella di Kandahar sono ancora oggi visibili. La presa di Kandahar fu un evento rilevante per l'epoca ed ancora oggi fa parte della cultura orale dei Bakhtiaridi e dei Lur.